# Ясинский, Олег Владиславович
Олег Владиславович Ясинский (укр. Ясинський; род. 18 января 1967, Киев) — советский и украинский журналист-международник, независимый журналист, пропагандист, проживающий в Чили (с 1994 года) и пишущий на общественно-политические темы, переводчик, латиноамериканист, «левый журналист». Собственный корреспондент русской службы Би-Би-Си[прояснить], «Новой газеты», журналов «Мысль», «Со-общение» и RT en Español. Также путешественник и турорганизатор, и преподаватель журналистики частного университета Сантьяго. Исследователь творчества субкоманданте Маркоса, стал первым переводчиком его работ на русский.

## Биография
Выпускник Киевского государственного педагогического института как «преподаватель русского языка и литературы» и «преподаватель французского языка». Был представителем чилийского атташе по культуре и прессе на Украине. За организацию совместных украинско-чилийских культурных мероприятий стал почетным консулом Чили в Киеве (вспоминал, что на это звание его предложил чилийский посол в России Джеймс Хольгер). В 1994 году переехал в Сантьяго, там женился на чилийке и с тех пор постоянно проживает в стране (в 2014 году упоминал, что с тех пор почти каждый год посещал Украину). Так как в первоначальный период не имел визы, то работал разнорабочим. После получения вида на жительство начал заниматься театральными постановками. Подрабатывал гидом, открыл турбизнес. Стал собственным корреспондентом Би-би-си и переводчиком чилийского МИДа.
Иностранный наблюдатель мирного процесса в Колумбии. Продюсер документальных фильмов. Приводился и публиковался Strana.ua, Istorychna Pravda, «НВ», ж-лом «Спільне», ANNCOL, CUBADIPLOMATICA, Venezolana de Televisión.
Познакомил русскоговорящих читателей с произведениями Эдуардо Галеано, Луиса Сепульведы и Субкоманданте Маркоса. Также переводил Хорхе Луиса Борхеса, Жозе Сарамаго, Хуана Торреса Лопеса. Исследователь социальных движений и индейских культур Латинской Америки, автор множества публикаций на темы истории, политики и искусства региона в российской, украинской и латиноамериканской прессе.

## Деятельность по дезинформации
В ноябре 2023 года, на фоне российского вторжения в Украину, Государственный департамент США отметил что Ясинский, как прокремлёвский журналист, является одним из участников сети России по скрытому распространению дезинформации в Латинской Америке. Ясинский использует обширную сеть испано- и португалоязычных журналистов и СМИ для распространения пророссийских нарративов, в интересах двух компаний  дезинформации «Агентства социального проектирования» и «Структуры».
Руководитель Центра оборонных реформ Украины Александр Данилюк заявил что Олег Ясинский является агентом влияния российских спецслужб, который распространяет нарративы российской пропаганды, будучи в целях прикрытия легендированым в качестве журналиста издания BBC: «Одиозный журналист украинского происхождения Олег Ясинский, работающий в рамках антиукраинских и антизападных нарративов российской пропаганды, лишь выдаёт себя журналистом русской службы BBC. На наш запрос в центральном офисе британского медиа ответили, что Олег Ясинский никогда не был сотрудником BBC»

## Сборники переводов
«Благодаря блестящим статьям и переводам Олега Ясинского… [Также как и] рецензиям на переведенные сборники работ Маркоса „Другая революция“ и „Четвертая мировая война“, Маркос достаточно известен сегодня и в России».
- Субкоманданте Маркос. Другая революция. Сапатисты против нового мирового порядка. / Пер. с исп. и вступ. ст. О.Ясинского; сост. А. Цветков, О. Ясинский. — Москва ; Калининград : Гилея, 2002. — 198 стр. — ISBN 5-87987-019-7 http://hylaea.ru/m/36-drugaja_revoljucija.html

- Александр Тарасов (2003): "...Ситуация с книгой Маркоса – это прорыв. Впервые за последние годы книга левого автора стала не просто популярной в молодежной среде, но настолько популярной, что заставила о себе писать буржуазную прессу. Выходили ведь и раньше книги левых теоретиков – буржуазные СМИ их игнорировали... Много рецензий – не значит хвалебных. И в «Коммерсанте», и в других изданиях Маркоса ругали, в «Большом городе» рецензент вообще написал: «Если бы я был президентом, я бы эту книгу запретил». Ответсек «Книжного обозрения» А. Ройфе... дописался до того, что провозгласил «массовую культуру», бульварную литературу последним бастионом либерализма, рубежом сопротивления против «высоколобой» литературы с «вредными идеями» – вроде Маркоса".

- Субкоманданте Маркос. Четвёртая мировая война. / Сост. и пер. Олег Ясинский. — Екатеринбург: Ультра.Культура, 2005. — 695 с. — ISBN 5-9681-0029-X — Изначальная идея названия сборника, по мнению Ясинского более подходящая ему по духу: «За нами находимся вы»[6]
  - «Написано интересным русским языком, с массой поясняющих контекст сносок, за что отдельное спасибо переводчику Олегу Ясинскому, легендарному человеку, много лет живущему в Чили, исколесившему весь континент и видевшему этот самый сапатизм своими глазами», — Алексей Цветков[42].

Как отмечает С. В. Сердюков (МГУ, 2011): «Оба сборника содержат статьи и письма Маркоса, посвящённые различным социальным и политическим вопросам и проблемам Мексики 1990-х — 2000-х годов, и не являются достаточно полными. О. В. Ясинский, участвовавший в этих изданиях как переводчик и автор предисловия, является по сути единственным в России специалистом по сапатистам, и область его научных интересов лежит скорее в плоскости идеологии этого движения, интерпретируемой в работах Маркоса».
«Изданные небольшими тиражами по две и три тысячи экземпляров соответственно, эти книги мгновенно были распроданы. Долгое время они держались на первых местах в рейтинге продаж и имели огромный резонанс среди читающей российской молодежи». «Залп рецензий, неадекватный скромному тиражу, от издевательских до заинтересованных, сначала обрадовал, а потом почти испугал. Субкоманданте называли „пижоном“ и „мексиканским Басаевым“, а издательство обвиняли в „моральном дальтонизме“» (La Jornada, 20.05.2006).

## Статьи, интервью
- https://www.tiwy.com/pais/mexico/subcomandante_marcos/la_mariposa_zapatista.phtml
- Олег Ясинский. Латиноамериканские мысли для родины (РСД, 27 мая 2014)
- Розкол американського суспільства, як і українського, є штучним, — Ясинський // 16:49 09.11.2020, 112.ua
- Чили: убить жонглера // Liva.com.ua
- https://nk.org.ua/politika/oleg-iasinskii-ukraine-nado-kosnutsia-dna-i-lishitsia-illiuzii-287501
- Пиночет против Пандоры. Олег Ясинский о правом реванше в Латинской Америке и на Украине // По-живому 10.09.2021
- Че и гуманизм. Перевод с испанского профессора А. М. Майского (Октябрь 1998 г. — январь 2002 г.) // Журнал «Альтернативы» 1 — 2002
- Нынешняя чилийская модель — это сбывшаяся мечта Пиночета (2017)
- Дмитрий Бураго. «Любое путешествие в пространстве — всегда во времени тоже» (2020)

## Цитаты
- Я уверен, что единственный абсолютный приоритет этого момента - не борьба за коммунизм или социализм, и даже не классовая борьба, а защита государственного суверенитета стран, в которых он чудом сохранился.